# Chelan (Washington)
Chelan je grad u američkoj saveznoj državi Washington. Prema popisu stanovništva iz 2010. u njemu je živjelo 3.890 stanovnika.